# قائمة حالات تمجيد الشخصية
هذه قائمة بنظم البلدان أو فرادى القادة في جميع أنحاء العالم التي نوقشت في وسائط الإعلام أو الأوساط الأكاديمية بوصفهم ابتكروا نوعًا من أنواع عبادة الشخصية. إن عبادة الشخصية تستخدم تقنيات مختلفة، بما في ذلك وسائط الإعلام والدعاية والفن وحب الوطن والمظاهرات والتجمعات المنظمة من أجل خلق صورة بطولية للزعيم، حيث كثيرا ما تدعو إلى السلوك المبجل من خلال الإطراء والتمجيد غير الناقد.

## مصر
قامت الدولة المصرية بممارسة عبادة الشخصية حول جمال عبد الناصر خلال حكمه. وزُعم أن وسائل الإعلام المصرية قد أنشأت عبادة الشخصية حول الرئيس الحالي عبد الفتاح السيسي.

## العراق
وكعلامة على توطيد سلطته كرئيس للعراق، انتشرت عبادة شخصية صدام حسين في المجتمع العراقي. وكان لديه الآلاف من الصور والملصقات والتماثيل والجداريات التي أقيمت على شرفه في جميع أنحاء العراق. ويمكن رؤية وجهه على جانبي المباني المكتبية والمدارس والفصول الدراسية والمطارات والمتاجر وكذلك على جميع فئات العملة العراقية (الدينار). وعكس تمجيد شخصية صدام جهوده لكي يمسّ مختلف العناصر في المجتمع العراقي. وقد شوهد ذلك في متنوِّعه من الملابس: ظهر في ملابس بدوية، والملابس التقليدية للفلاح العراقي (الذي كان يرتديه أساساً أثناء طفولته)، بل وظهر أيضاً في ملابس كردية، لكنه ظهر أيضاً في بدلة غربية مزوّدة حسب خياطه المفضل، وهو ما يعرض صورة زعيم حضاري وعصري. وفي بعض الأحيان يُصوَّر أيضاً على أنه مسلم متدين، يرتدي منديل الرأس ورداء كامل، يصلي نحو مكة، ولكنه غالبا ما كان يصوَّر مرتديا زيا عسكريا.
وقد سُمي على اسمه مطار دولي وجامعة وجسر وسد و‌ملعب ومركز فني وشارع وحي حضري (مدينة صدام) وصاروخ وأشياء أخرى. حتى أن صدام كان لديه العديد من الأماكن المزخرفة جيداً (من خلال مراحيض الدفق الذهبي) من أجل استخدامه الخاص. جلب الناس العديد من الهدايا لصدام تم جمعها في قصر خاص. ووفقا لطلبه، كان كل عاشر لبنة من المباني القديمة التي أعيد تشييدها (بما في ذلك قصر نبوخذنصر) قد وسم باسمه أو توقيعه. وكان من اللازم قراءة سيرته الذاتية والأعمال الأدبية التي يقوم بها في المدارس، ودرس موظفو حزب البعث معرفة الطلاب بها. فكثير من الاغاني، الروايات، المقالات العلمية والدعائية كُرست له. وأذيع التلفزيون الحكومي بصورته في الخلفية ومسجداً عند زاوية الشاشة، وكثيراً ما كان يظهر هو، أو يديه يقبلها الأطفال وغيرهم من الناس.
وبعد سقوط نظامه، الذي تجلى في الإطاحة بتمثاله في ميدان فردوس في بغداد في 9 أبريل 2003، دُمِّرت جميع تماثيل صدام. وتم تفكيك جميع الجوانب الأخرى لعبادة شخصيته أيضا.

## سوريا
وقد وضع حافظ الأسد، بوصفه إحدى استراتيجياته للحفاظ على السلطة على سوريا، مبدأ تمجيد الشخص الذي ترعاه الدولة. فصوره، التي غالبا ما تصوِّره ينخرط في نشاطات بطولية، وُضعت في كل مكان عام. وقد سميت عدداً لا يحصى من الأماكن والمؤسسات في سوريا باسمه، وأعضاء آخرين في عائلته. وفي المدرسة، جرى تعليم الاولاد ان يغنوا اغاني الإطراء لحافظ الأسد. وسيبدأ المعلمون كل يوم دراسي تحت شعار «قائدنا الأبدي، حافظ الأسد». وعبادة الشخصية التي طوّرها صوَّرته بصفته قائدا حكيما ومتواضعا وعادلا للبلد. واستمرت هذه الاستراتيجية الرامية إلى خلق عبادة الشخصية من قبل ابن حافظ والرئيس السوري اللاحق، بشار الأسد.